# Crex
Crex es un género de aves gruiformes perteneciente a la familia Rallidae. Sus especies se distribuyen por Eurasia paleártica y África.

## Especies
Se reconocen las dos especies siguientes:
- Crex egregia – guion africano;
- Crex crex – guion de codornices.